# Bimbo Jones
Bimbo Jones es un grupo musical británico que incluye a los productores Lee Dagger y Marc JB y a la cantante Katherine Ellis. Son especialmente conocidos por sus remixes y por las ventas de white label. También se los conoce bajo los aliases de «Dead Stereo», «The Element», y «Miami Calling».

## Discografía

### Álbumes del estudio
- Harlem One Stump

### Singles
- Harlem One Stump [2003]
- Don't Want Me No More [2008]
- And I Try (feat. Katherine Ellis) [2009]
- Freeze [2009]
- Sweet Like Chocolate (vs. Sharon Woolfe)
- Questions? [2010]

## Remixes
| - ABS - Stop Sign - Adam Lambert - For Your Entertainment - Alesha Dixon - The Boy Does Nothing - Alesha Dixon - To Love Again - Alexis Jordan - Good Girl - Alizée - Mademoiselle Juliette - Alphabeat - Ten Thousand Nights - Alphabeat - Fascination - Anjulie - Boom - Anjulie - Love Songs - AnnaGrace - You Make Me Feel - Annie Lennox - A Thousand Beautiful Things - Audio Playgraound - Shadows - Avril Lavigne - What the Hell - Bee Stings - Pressure - Bellefire - Say Something Anyway - Beverley Knight - Soul Survivour - Bimbo Jones - Harlem One Stop - Blake Lewis - Heartbreak On Vinyl - Bodyrockers - I Like The Way (You Move) - Bodyrockers - Round And Round - Britney Spears - Piece of Me - Britney Spears - If U Seek Amy - Cheeky Girls - Hooray Hooray (It's A Cheeky Holiday) - Christina Aguilera - Keeps Gettin' Better - Ciara - 1, 2 Step - Ciara - Goodies - Ciara - Like a Boy - Ciara - Oh - Cindy Gomez - Again And Again - D-Side - Pushing Me Out - Deep Dish featuring Stevie Nicks - Dreams - Denise Lopez - Don't You Wanna Be Mine - De Souza featuring Shena - Guilty - Dolly Rockers - Gold Digger - Dragonette - Take It Like A Man - Earth, Wind & Fire - Boogie Wonderland - Electrovamp - Drinks Taste Better When They're Free - Emma Bunton - All I Need To Know - Emma Bunton - Crickets Sing For Anamaria - Emma Bunton - Downtown - Emma Bunton - I'll Be There - Esmée Denters - Admit It - Far East Movement feat. Ryan Tedder - Rocketeer - Freestylers - Push Up Word Up - Fried - I'll Be There - Gareth Gates - Sunshine - Gathania - Blame It On You - Geri Halliwell - Desire - Girls Aloud - Untouchable - Hannah - I Believe In You - Hannah - Keeping Score - Hannah - Shadow On The Wall - Hilary Duff - With Love - Honey Ryder - Rising Up - I Dream - Dreaming - Jaime Jay - Cheat Again - Jaimeson featuring Terri Walker - Common Ground - Janet Jackson - Make Me - Janet Jackson - So Excited - JES - Closer - Jessica Simpson - These Boots Are Made For Walkin' - Jesse McCartney - Leavin' - Jesse McCartney - Body Language - JLS - One Shot - Jordin Sparks - Battlefield - Just Jack - "Embers" - Kathy Brown - Dare Me - Katy Perry - "Hot N Cold" - Kelis - Acapella - Kelly Clarkson - The Trouble With Love Is - Kelly Clarkson - I Do Not Hook Up - Kelly Clarkson - Already Gone - Keri Hilson feat. Kanye West & Ne-Yo - Knock You Down - Ke$ha - Your Love Is My Drug - Kid British - Our House Is Dadless - Kid Cudi vs. Crookers - Day 'n' Nite - Kimberley Locke - Band of Gold - Kimberley Locke - Fall - Kreesha Turner - Don't Call Me Baby - Kylie Minogue - Better than Today - Kylie Minogue - Get Outta My Way - Kym Marsh - Come On Over - Lady Gaga - Bad Romance - Lady Gaga - Alejandro | - Lady Gaga - Born This Way - Laurent Wolf - Wash My World - LeAnn Rimes - Nothin' Better to Do - Lene - It's Your Duty (To Shake Your Booty) - Liberty X - Everybody Cries - Lisa Scott-Lee - Lately - Lisa Scott-Lee - Too Far Gone - Little Boots - New In Town - Livvi Franc - Free - Maroon 5 - Misery - Metro feat. Nelly Furtado - Sticks & Stones - Mika - Grace Kelly - Miley Cyrus - 7 Things - Natalie Imbruglia - Glorious - Natasha Bedingfield - These Words - Natasha Bedingfield - Soulmate - Natalia - Pretty Like Me - Natalia - Perfect Day - Naturi Naughton - Fame - Nemesis Rising - Fool (If You Think It's Over) - Nicole Scherzinger - Don't Hold Your Breath - Paradiso Girls - Patron Tequila - Plumb - In My Arms - Pink - I Don't Believe You - Pink - Raise Your Glass - Pink - Sober - Pink - So What - Pink - U + Ur Hand - Pink - Who Knew - Pixie Lott - Can't Make This Over - Pixie Lott - Cry Me Out - Pixie Lott - Mama Do (Uh Oh, Uh Oh) - Pixie Lott - Here We Go Again - Preeya feat. Mumzy Stranger - Shimmy - Priscilla Renea - Dollhouse - Protocol - Where's The Pleasure? - Rachel Stevens - Sweet Dreams My L.A. Ex - Rachel Stevens - I Said Never Again (But Here We Are) - Raygun - Just Because - Rihanna - Only Girl (In The World) - Robbie Rivera featuring Justine Suissa - Float Away - Ronan Keating - The Long Goodbye - Samantha Jade - Turn Around - Sarah Whatmore - Smile - Selena Gomez & the Scene - Who Says - S Club 7 - Don't Stop Movin' - S Club 7 - You - S Club - Love Ain't Gonna Wait - S Club 8 - Sundown - Sun - Without Love - Shèna - Nasty Little Rumour - Shena - My Fantasy - Shiny Toy Guns - Rainy Monday - Shontelle - T-Shirt - Sneaky Sound System - UFO - Solu Music feat. Kimblee - Fade - Sugababes - No Can Do - Sunblock - First Time - Staxx Of Joy - Joy - T-Pain - Church - Taio Cruz - I Just Wanna Know - Terri Walker - This Is My Time - Texas - Can't Resist - The Killers - Spaceman - The Pussycat Dolls - Hush Hush;Hush Hush - The Script - We Cry - The Ting Tings - Be the One - The Ting Tings - Fruit Machine - Tim Berg - Bromance - Tim Berg - Seek Bromance - Tinchy Stryder feat. N-Dubz Number 1 - Tommy Sparks - She's Got Me Dancing - Toni Braxton - Yesterday - Tyler James - Foolish - Ultra Naté featuring Chris Willis - Give It All You Got - Uniting Nations - You And Me - Usher - Caught Up - Valeriya - Wild - Vanessa Hudgens - Come Back To Me - Wale feat. Lady GaGa - Chillin - Yoko Ono - You're The One - Sergio Mendes - The Real Thing - Kylie Minogue - Put Your Hands Up (If You Feel Love) - The Ready Set - Young Forever - Natalia Kills feat. will.i.am - Free - Jennifer Hudson - No One Gonna Love You |